# Safety Last!
Safety Last! és una pel·lícula muda estatunidenc dirigida per Fred C. Newmeyer i Sam Taylor i protagonitzada per Harold Lloyd el 1923.
Considerada una de les obres mestres del cinema còmic mut i l'obra més famosa de Harold Lloyd. Conté la clàssica escena en què Lloyd escala un edifici, plena, a parts iguals, de gags antològics i un suspens extrem, amb el moment culminat al qual Lloyd queda penjant de les agulles d'un immens rellotge, imatge que ha esdevingut una de les icones més indiscutibles de la història del cinema.
Fins a l'últim moment de la seva vida es va ocultar el fet que Harold Lloyd no havia patit, en realitat, cap perill físic real: per als plans generals es va emprar els serveis d'un especialista. Aquest fet no resta mèrits cinematogràfics a la pel·lícula, la qual és valorada i estudiada per historiadors i crítics. El 1994, el National Film Registry de la Biblioteca del Congrés dels Estats Units la va seleccionar per a la seva preservació degut al seu interès cultural, històric o estètic. Actualment ocupa el 19é lloc a la llista de les millors films muts de tots els temps, realitzada per silent era.

## Repartiment
- Harold Lloyd: el noi
- Mildred Davis: la noia
- Bill Strother: "Limpy" Bill
- Noah Young: la llei
- Westcott Clarke: Mr. Stubbs